# Shigeto Masuda
Shigeto Masuda (jap. 増田 繁人 Masuda Shigeto; ur. 11 czerwca 1992) – japoński piłkarz występujący na pozycji obrońcy. Obecnie występuje w Albirex Niigata.

## Kariera klubowa
Od 2011 roku występował w klubach Albirex Niigata, Thespa Kusatsu, Oita Trinita i FC Machida Zelvia.